# Marché de Mikalou
 (juillet 2025).
Le marché de Mikalou est l’un des principaux marchés de Brazzaville, situé dans le quartier Mikalou, à la limite des arrondissements Talangaï et Djiri, au nord de Brazzaville.

## Histoire
Le marché de Mikalou s’est développé parallèlement à l’urbanisation du quartier Talangaï, qui a vu affluer de nombreux habitants à partir des années 1960 et 1970. Il s’est imposé comme un lieu central d’échanges commerciaux, notamment pour les produits alimentaires, l’habillement, l’électroménager et divers articles de première nécessité. Ce marché est aussi connu sous les appellations locales « Tembe na ba banda » et « Liputa na tolo », témoignant de son importance dans la vie quotidienne des habitants du nord de Brazzaville.

## Construction
Le marché de Mikalou est constitué d’une grande place bordée de nombreux étals, souvent construits de manière artisanale avec des matériaux locaux. Il s’est progressivement agrandi au fil des années, accueillant de nouveaux commerçants et étendant ses installations pour répondre à la demande croissante de la population environnante. Les infrastructures restent rudimentaires, mais le marché joue un rôle clé dans l’approvisionnement du quartier et des zones voisines.